# Tuyuhan
Tuyuhan is een bestuurslaag in het regentschap Rembang van de provincie Midden-Java, Indonesië. Tuyuhan telt 2648 inwoners (volkstelling 2010).